# Kerridge
Kerridge är en by i civil parish Bollington, i distriktet Cheshire East, i grevskapet Cheshire, i England. Byn är belägen 4 km från Macclesfield. Kerridge var en civil parish 1894–1900 när blev den en del av Bollington.